# S.O.S. Romania
S.O.S. Romania è un partito politico romeno di estrema destra nato nel 2021 e guidato da Diana Iovanovici Șoșoacă.

## Storia
Il partito è stato fondato nel novembre 2021 a Călimănești da Marcel Viziteu, Adeluța Gib e Gabriel Gib. Quest'ultimo è stato in precedenza membro del Partito Socialista Romeno. Nel maggio 2022 il partito ha guadagnato notorietà dopo l'iscrizione della senatrice Diana Iovanovici Șoșoacă, espulsa nel febbraio 2021 dall'Alleanza per l'Unione dei Romeni (AUR). La Șoșoacă ne è quindi diventata presidente.
Nel gennaio 2023 S.O.S. Romania ha firmato un accordo di collaborazione con altri due gruppi nazionalisti minori, il Partito Romania Nostra di Gheorghe Funar e il DAC di Cătălin Berenghi.
Il 13 ottobre 2023 Europe Elects ha dichiarato che S.O.S. Romania aveva l'intenzione di aderire al Partito Identità e Democrazia.
Il partito ha presentato candidature alle elezioni europee del 2024. Mentre basandosi sui soli voti ottenuti in Romania non avrebbe superato la soglia di sbarramento del 5%, nella sezione estero ha conseguito il 13%, riuscendo ad eleggere due europarlamentari (Diana Șoșoacă e Luis Lazarus). S.O.S. Romania ha fatto domanda di ammissione al gruppo parlamentare europeo Europa delle Nazioni Sovrane, ma la richiesta è stata rifiutata da Alternative für Deutschland. I due europarlamentari quindi hanno partecipato al gruppo dei Non iscritti.
La leader di S.O.S. Romania Șoșoacă ha presentato la propria candidatura alle elezioni presidenziali in Romania del 2024, ma il 5 ottobre 2024 è stata respinta sulla base di una sentenza della Corte costituzionale. Secondo i giudici l'ammissione della sua candidatura avrebbe violato alcuni requisiti per l'eleggibilità riguardanti il rispetto dei valori della democrazia, dello stato di diritto e l'osservanza della costituzione, cui il Presidente della Romania è obbligato.
Alle elezioni parlamentari del 2024 il partito ha ottenuto il 7%, superando la soglia di sbarramento e diventando la seconda forza sovranista per numero di seggi dopo AUR. Nel febbraio 2025 tuttavia quattro deputati e due senatori si sono dimessi dal partito.

## Ideologia
S.O.S. Romania è un partito nazionalista, conservatore ed euroscettico. È stato definito da alcuni osservatori come più radicale rispetto all'Alleanza per l'Unione dei Romeni. Sul piano sociale si oppone ai matrimoni tra persone dello stesso sesso. Alcuni suoi membri fondatori sono ritenuti vicini a tesi cospirazioniste.
Il presidente Diana Șoșoacă ha invocato l'uscita della Romania dall'Unione europea e ha criticato la NATO. Pur considerato dalla stampa vicino alla Russia di Vladimir Putin, sul proprio programma ufficiale il partito si oppone alle dittature russa e cinese e si augura un processo di riforma del sistema di integrazione europea.
S.O.S. Romania è irredentista e nel 2023 ha presentato in parlamento un progetto legislativo che prevedeva la restituzione da parte dell'Ucraina dei territori romeni invasi dall'URSS nel 1940. A causa di tale posizionamento il suo presidente Șoșoacă ha subito delle sanzioni da parte di Kiev.
Il partito è stato accusato di antisemitismo.

## Risultati elettorali
| Elezione          | Elezione     | Voti    | %    | Seggi    |
| ----------------- | ------------ | ------- | ---- | -------- |
| Europee 2024      | Europee 2024 | 450.040 | 5,03 | 2 / 33   |
| Parlamentari 2024 | Camera       | 679.967 | 7,36 | 28 / 331 |
| Parlamentari 2024 | Senato       | 718.409 | 7,76 | 12 / 134 |